# Шапел Сен Сепилкр
Шапел Сен Сепилкр (фр. Chapelle-Saint-Sépulcre) насеље је и општина у централној Француској у региону Центар (регион), у департману Лоаре која припада префектури Монтаржи.
По подацима из 2005. године у општини је живело 277 становника, а густина насељености је износила 44,6 становника/km². Општина се простире на површини од 6,21 km². Налази се на средњој надморској висини од 131 метар (максималној 137 m, а минималној 102 m).

## Демографија
| 1962. | 1968. | 1975. | 1982. | 1990. | 1999. | 2011. |
| ----- | ----- | ----- | ----- | ----- | ----- | ----- |
| 149   | 143   | 145   | 171   | 225   | 250   | 257   |

График промене броја становника у току последњих година